# Los Cinco Latinos
Los Cinco Latinos fue un grupo vocal-instrumental argentino creado en 1957. Adoptando el estilo doo wop de The Platters y grabando en español temas nacionales e internacionales tuvo repercusión a nivel mundial.
Estaba liderado por Estela Raval, reconocida durante la 9.ª Entrega Anual de los Premios Grammy Latinos como receptora del Premio a la Excelencia Musical 2008 y su esposo, el trompetista Ricardo Romero, junto con Héctor Buonsanti, Mariano Grisiglione y Jorge Francisco Pataro, este último reemplazado en 1960 por Carlos Antimori. En 1957 grabaron su primer simple con Columbia ("Amor joven", "Abran las ventanas") y en 1958 su primer álbum, (Maravilloso, Maravilloso, Columbia, 1958), acompañados por la orquesta de Waldo de los Ríos, con grandes éxitos como "Recordándote" (que alcanzó el segundo lugar en el ranking del programa Discomanía Mundial que transmitía para toda América la WRUL de Nueva York), Amor joven, "Abran las ventanas" y la versión en español del ultrafamoso "Only You" (Solamente tú). Alcanzaron inmediatamente una extraordinaria difusión internacional que se mantuvo durante muchos años. Realizaron conciertos en todo el mundo, llegando a tocar en el Show de Ed Sullivan y compartir escenario con The Platters, también tuvieron un gran éxito en el teatro parisino Olympia, en 1960 con dos, y a veces hasta tres funciones diarias.

## Antecedentes
Estela Raval (Palma Ravallo) se destacó como cantante desde pequeña. A comienzos de la década del 50 integraba el grupo Las Alondras cuando conoció a Ricardo Romero trompetista de la orquesta de jazz Los Colegiales, dirigida por Eddie Pequenino. Ambos se casaron a comienzos de 1954 e integraron diversas orquestas. En 1955 Estela recibió el premio a la mejor cantante de jazz del año por sus interpretaciones en la orquesta de Raúl Fortunato. 
En 1956 formaron un cuarteto vocal, Los 4 Bemoles, que se organizó como parte de la Orquesta de Tullio Gallo, junto con el propio Gallo y Jorge Pataro. Allí estuvo la base de los Cinco Latinos.

## Trayectoria artística
Al regresar una gira por países limítrofes Estela, Romero y Pataro se separaron de Tullio Gallo para formar Los Cinco Latinos, junto a Mariano 'Pichón' Grisiglione (saxo barítono) y Oscar López Ruiz (guitarra), quien se retiró en seguida para ser reemplazado por Héctor Buonsanti (saxo tenor y clarinete). Con esta última formación debutaron el 22 de mayo de 1957 en el Teatro Tabarís de Buenos Aires.
 
Ese año fue el de estallido del rock and roll en Argentina, junto con el estreno en enero de la primera película de Bill Haley y sus Cometas "Rock Around the Clock" y la aparición de la primera banda: Mr. Roll y sus Rocks liderada por Eddie Pequenino, excompañero de Romero en su banda de Colegiales.
Como quedó claro desde la elección del nombre, desde un primer momento Los Cinco Latinos buscaron replicar en Español el estilo y el sonido del grupo vocal Norteamericano "The Platters", o "Los Platos" (ya que así se le llamaba a los discos musicales de acetato en inglés vulgar).
En 1957 grabaron su primer simple conteniendo la versión en español del ultrafamoso Only You (Solamente tú), acompañados por la orquesta de Waldo de los Ríos, que se convirtió en un éxito  inmediatamente. El grupo se consagró en Rosario, durante el carnaval de 1958, donde actuaron ante 30.000 personas, una cantidad impensable para la época. 
En 1958 grabaron su primer álbum, Maravilloso, Maravilloso, que se convirtió en un hit internacional vendiendo más de un millón de copias. De esa primera época se destacaron temas como Quiéreme siempre, Maravilloso Maravilloso, La Violetera y Recordándote. Este último tuvo un notable éxito en Estados Unidos, alcanzando el segundo lugar en la clasificación de Discomania Mundial, un programa de radio de la emisora WRUL de Nueva York que se transmitía a toda América.
A comienzos de 1959 lanzaron su segundo álbum, "Dimelo tú" (Columbia), elegido como primer corte por haber sido el primer tema de rock and roll compuesto por autores sudamericanos que se convirtió en éxito internacional. Ese mismo año realizaron su primera gira internacional a Uruguay, Chile, Colombia, Ecuador, Venezuela, Chile, México (donde permanecieron seis meses), Costa Rica y Puerto Rico. En Venezuela tuvieron su propio show. En México se mantuvieron en el primer lugar durante cuatro meses como figuras centrales en los más importantes programas de televisión en vivo y también presentándose en plazas de toros, para dar cabida al público que asistía a sus presentaciones.
En 1960 se dirigieron a España donde su llegada fue un acontecimiento nacional, presentándose en el Florida Park. Recorrieron todo el país durante un año y medio, incluyendo una histórica actuación conjunta con The Platters el 29 de junio de 1960 en la plaza de toros de Valencia ante 35.000 personas. En 1961 se presentaron en el Olympia de París junto a Gilbert Bécaud, encontrándose entre el público artistas como Judy Garland, Charles Aznavour y Édith Piaf. La gira continuó por Portugal, Italia, Grecia, Egipto, Israel, Líbano, Inglaterra, y nuevamente en España para actuar junto a Frank Sinatra en un programa especial de Eurovisión. Tras recorrer Europa, actuaron en  Estados Unidos (en California, Los Ángeles, San Francisco, Hollywood y Las Vegas).
En 1961 se estrenó la coproducción fílmica hispano-argentina Punto y banca en la que actuaba el conjunto y a fines de ese año  1961 Los Cinco Latinos volvieron a la Argentina ldespués de tres años de ausencia, siendo recibidos como ídolos populares por miles de personas en el aeropuerto de Ezeiza.
En 1962 grabaron su séptimo álbum Los Fabulosos Cinco Latinos (Columbia), donde se incluye el que sería el máximo éxito  histórico del grupo, Balada de la trompeta. Realizaron nuevas giras, incluyendo Japón, y el 8 de mayo de 1964 se presentaron en el Show de Ed Sullivan, probablemente el programa musical de televisión más famoso del mundo, ante una audiencia de 85 millones de personas. La fama alcanzada por Los Cinco Latinos y en especial la voz de Estela Raval se expresó en ese momento con una declaración del destacado actor mexicano Cantinflas, quien acababa de asistir a una presentación durante la feria mundial de Nueva York:

En el Chateau Madrid he escuchado una voz como hace 20 años no oía... la de Estela Raval.

En 1965 el presidente del Perú, Fernando Belaúnde Terry les entrega una placa en nombre del pueblo peruano que dice:

A los 5 latinos, incluyendo una latina habilísima, mi efusiva felicitación como dignos exponentes de la raza.

Por entonces, los éxitos del grupo incluían La Bamba, Si yo canto, Volverás, Un payaso en el paraíso, Venecia sin ti, Mi mamá, En cambio no, Pueblito de España, entre otros. En 1966 se independizan y crean su propio sello discográfico con el nombre de Discos Quinto, bajo el cual grabarían cinco álbumes, que incluyen temas como En un rincón del alma, Quiero llenarme de ti, La Rosa negra, y Esta es mi canción.
En 1967 Los Cinco Latinos festejaron su 10.º aniversario con un espectáculo en el popular programa de TV "Casino" conducido por Juan Carlos Mareco "Pinocho", quien repasó toda su historia.
Por entonces, la reconocida cadena mundial "Billboard" de Nueva York incluyó a Los Cinco Latinos entre los cincuenta músicos más populares del mundo en las décadas del 50 y del 60, siend de los pocos músicos hispanoamericanos que lograron penetrar el mercado anglosajón en aquel entonces. Tuvieron su propio programa de televisión, El Show de los Cinco Latinos que fue transmitido por Canal 4 de Perú, Canal 5 de Puerto Rico, Canal 4 de México, así como en Uruguay y Chile.
En 1968 estrenaron en Miami y masificaron mundialmente el gran éxito de Luis Aguilé, "Cuando salí de Cuba", lo que los llevó a recibir las llaves de la ciudad.
En 1969, cuando su éxito no daba muestras de descender, anunciaron la disolución de la banda y el lanzamiento de la carrera solista de Estela Raval. La despedida se realizó en el lujoso Hotel Hermitage de Mar del Plata, cerrando la actuación con una inolvidable y emotiva interpretación de "Tu eres mi destino", en la que Estela Raval no pudo evitar el llanto, al punto de ahogar la canción.
Tras  la separación, Estela Raval desarrolló una importante carrera de solista acompañada por su esposo Ricardo Romero, pero sin alcanzar el reconocimiento que obtuvo la banda. Mariano Crisiglione creó su propio conjunto vocal, Carlos Antinori fundó su propia orquesta y Héctor Buonsanti se dedicó a los arreglos de sonidos.
En 1982 los organizadores de la Copa Mundial de Fútbol de 1982 en España ofrecieron contratar a Los Cinco Latinos si ellos aceptaban volver a reunirse, lo que aceptaron hacer bajo el nombre de "Estela Raval y Los Cinco Latinos", con los mismos miembros que integraron el grupo entre 1961-1970, con excepción de Héctor Buonsanti,  reemplazado por Augusto Granatta.
El regreso de "Estela Raval y Los Cinco Latinos" se concretó el 30 de junio en un espectáculo denominado "El reencuentro con Los 5 Latinos" en el mismo lugar en el que se presentaron en España por primera vez en 1960, "El Florida Park".La actuación fue uno de los acontecimientos más significativos durante las celebraciones de la copa mundial. Uno de los críticos españoles que cubrieron la presentación expresó su sentir de este modo:

"El tiempo ha pasado y las modas cambiaron, pero los temas románticos y la calidad de este maravilloso grupo quedaron grabados para siempre en los corazones de la gente y hoy todos aquellos que amamos aquellas hermosas canciones y la inolvidable voz que las puso en nuestros corazones estamos aquí... Fue como si una avalancha de nostalgia se apoderara de todos los presentes al escuchar aquellas melodías que los llenaran de éxitos, la piel se tornaba fría, los poros delataron las emociones y todo fue una explosión de momentos vividos que surgian del pasado dentro de los corazones de hombres y mujeres llenos de sensibilidad...  Entonces Estela Raval con oportunas palabras dijo... «Hemos vuelto porque la época nos necesita y porque ustedes lo han querido...»

Luego realizaron una gira por Europa, Puerto Rico, Venezuela, República Dominicana y Cuba. En este último país realizaron cuatro funciones con entradas agotadas en el teatro "Carlos Marx" (ex Blanquita) de La Habana que luego fueron editadas en un álbum, "Encuentro en la Habana".
Los años siguientes Los Cinco Latinos continuaron realizando emotivas presentaciones en América y Europa, incluyendo destacadas actuaciones junto a Alberto Cortez y Paloma San Basilio, grabando 16 álbumes hasta 2003. En el 2005 lanzaron un nuevo álbum, Vivir con todo. Estela interpreta aquí una gama de ritmos y estilos que abarca 15 temas. El disco volvió a ser nominado para el Premio Gardel 2006 (Mejor Álbum Romántico). 
En 2007 celebraron sus 50 años. Su disco Adelante!, ganó el Premio Gardel al mejor Álbum Romántico de 2003, y un disco de oro por superar las 30.000 unidades vendidas. El espectáculo del mismo nombre convocó a más de 300.000 espectadores. En 2006 salió a la venta un DVD que recoge los mejores momentos de Adelante! en el Teatro Astros de Buenos Aires. La presentación en vivo se realizó en el Luna Park y dos teatros Gran Rex, en un espectáculo llamado "Maravillosos 50", que fue luego llevado al resto de la Argentina y el mundo.

## Integrantes

### Primera integración (1957-1961)
Estela Raval (voz), Ricardo Romero (voz y trompeta), Héctor Buonsanti (voz, clarinete y saxofón), Mariano Grisiglione (voz y saxofón) y Jorge Francisco Pataro (voz y trombón).

### Segunda integración (1961-1970)
Estela Raval (voz), Ricardo Romero (voz y trompeta), Héctor Buonsanti (voz, clarinete y saxofón), Mariano Grisiglione (voz y saxofón) y Carlos Antinori (voz y trombón).

### Tercera integración (1982-2012)
Estela Raval (voz), Ricardo Romero (voz y trompeta), Mariano Crisiglione (voz y saxofón), Carlos Antinori (voz y clarinete) y Ricardo Tenreyro (trombón y voz). Posteriormente, Augusto Granata (trompeta y voz) reemplazó a Ricardo Romero.

## Discografía
- Los Cinco Latinos en Discogs

### Álbumes

#### Como "Los Cinco Latinos"
- Maravilloso, Maravilloso, Columbia, 1958
- Dímelo tú, Columbia, 1959
- Los Cinco Latinos, Columbia, 1959
- Himno al amor, Columbia, 1960
- Conquistando el mundo, Columbia, 1961
- Regreso triunfal, Columbia, 1962
- Los Fabulosos Cinco Latinos, Columbia, 1962
- Atracción mundial, Columbia, 1963
- La tierra, CBS, 1963
- Los Cinco Latinos cantan tangos!!, Columbia, 1964
- Los Cinco Latinos, CBS, 1964
- Nuestros 5 Latinos, Music Hall, 1964
- El show de los Cinco Latinos, Music Hall, 1965
- El show de los Cinco Latinos, Vol. 2, Music Hall, 1965
- Los Cinco Latinos, Quinto, 1966
- Tangos!!, Quinto, 1966
- En un rincón del alma, Quinto, 1967
- Décimo Aniversario Vol. 1, Quinto, 1967
- Décimo Aniversario Vol. 2, Quinto, 1967
- La rosa negra, Quinto, 1968
- A volar, Quinto, 1969
- Sus últimos éxitos, Diapasón, 1969

#### Como "Estela Raval & Los Cinco Latinos"
- El mejor momento, CBS, 1982
- Encuentro en La Habana (en vivo), 1983
- Estela Raval, 1984
- Estela Raval en Michelangelo (en vivo), 1985
- A usted, 1986
- Estela Raval hoy (la historia de sus éxitos)
- Una, 1990
- En concierto Vol. 1 (en vivo), 1992
- En concierto Vol. 2 (en vivo), 1992
- Noche de ronda, 1993
- La Vida, 1995
- En riguroso directo. 40 años (en vivo), 1997
- Fabulosos 40 años después (en vivo), 1997
- El amor de mi gente, 2000
- Estela Raval & Alberto Cortez (En un rincón del alma), 2002 (álbum doble)
- Adelante, 2003
- Vivir con todo , 2005
- Maravillosos 50, 2007
- Más de mí, 2009

### Sencillos
- Solamente tú, 1960 - Edición para Perú.
- Quiereme siempre, 1960 - Edición para Perú.
- Recordandote, 1960 - Edición para Perú.
- Dímelo tú , 1960 - Edición para Perú.
- Como antes, 1960 - Edición para Perú.
- La hora del crepúsculo, 1961 - Edición para Perú.
- Tú eres mi destino, 1961 - Edición para Perú.
- Himno al amor, 1961 - Edición para Perú.
- Hay humo en tus ojos, 1961 - Edición para Perú.
- Estando contigo, 1962
- Amor perdido, 1964
- Michelle, 1966